# Harry Potter i Kamen mudraca (2001.)
Harry Potter i Kamen mudraca (eng. Harry Potter and the Philosopher Stone- u Sjedinjenim Državama objavljen kao Harry Potter and the Sorcerer's Stone) je fantasy film iz 2001. godine, koji je režirao Chris Columbus, a distribuirao Warner Bros. Pictures. Temelji se na istoimenom romanu J. K. Rowling iz 1997. godine. Film je prvi u serijalu filmova o Harry Potteru, a napisao ga je Steve Kloves, dok ga je David Heyman producirao. Priča prati prvu godinu Harry Pottera u Hogwarts školi za vještičarenja i čarobnjaštva dok otkriva da je poznati čarobnjak i započinje svoje obrazovanje. Glavne uloge tumače Daniel Radcliffe kao Harry Potter, s Rupertom Grintom kao Ron Weasley i Emmom Watson kao Hermiona Granger.
Warner Bros. kupio je filmska prava na knjigu 1999. godine za prijavljenih milijun funti (1,65 milijuna dolara 1999. godine). Produkcija je započela u Velikoj Britaniji 2000. godine, dok je Chris Columbus izabran za stvaranje filma iz užeg kruga redatelja u koji su spadali Steven Spielberg i Rob Reiner. Rowling je inzistirala da čitava glumačka postava bude britanska i irska, a film je snimljen u filmskim studijima Leavesden i povijesnim zgradama širom Velike Britanije.
Film je objavljen u kinima u Velikoj Britaniji i Sjedinjenim Državama 16. studenog 2001. godine. Ubrzo je postao kritični i komercijalni uspjeh, prikupivši 978 milijuna dolara na blagajni širom svijeta. Postao je film s najvišom zaradom 2001. godine i drugi film s najvišom zaradom u to vrijeme. Film je bio nominiran za brojne nagrade, uključujući Oscara za najbolju originalnu glazbu, najbolju umjetničku režiju i najbolju kostimografiju. Uslijedilo je sedam nastavaka, počevši od Harry Potter i Odaja tajni 2002. godine, te završivši s Harry Potter i Darovi smrti - 2. dio 2011., gotovo deset godina nakon izlaska prvog filma.
Film je pogledalo više od 300,000 gledatelja u Hrvatskoj čime je postao jedan od najgledanijih filmova u povijesti, a zaradio je preko 976 milijuna $ diljem svijeta, druga najveća zarada ikojeg filma u povijesti tada, iza samo Titanika. 

## Radnja
Kasno jedne noći, Albus Dumbledore i Minerva McGonagall, profesori u školi za vještičarenja i čarobnjaštvo Hogwarts, zajedno s Rubeusom Hagridom, isporučuju tek postalo siroče po imenu Harry Potter svojim jedinim preostalim rođacima, Dursleyjima. Deset godina kasnije, Harry se bori teškim životom s Dursleyima. Nakon što nehotice izazove nesreću tijekom obiteljskog izleta u zoološki vrt, Harry počinje primati neočekivana pisma sovama. Nakon što Dursleyjevi pobjegnu na otok kako bi izbjegli više pisama, Hagrid se ponovno pojavljuje i obavještava Harryja da je on zapravo čarobnjak i da je primljen u Hogwarts unatoć protivljenju Dursleyevih. Nakon što odvodi Harryja do Zakutne ulice (Diagon Alley) da kupi zalihe za Hogwarts i sovu kućnog ljubimca po imenu Hedwig kao rođendanski poklon, Hagrid mu razotkriva dijelove o svojoj prošlosti: Harryjevi roditelji James i Lily Potter poginuli su zbog prokletstva ubojstva od ruke zlobnog i močnog čarobnjaka: Lorda Voldemorta. Harry, jedini preživjeli, je postao poznat u čarobnjačkom svijetu kao "Dječak koji je preživio”.
Harry ulazi u postaju King's Cross kako bi se ukrcao na vlak za Hogwarts, gdje susreće još tri učenika: Rona Weasleyja, s kojim se brzo sprijatelji; Hermionu Granger, inteligentnu vješticu rođenu bezjačkim roditeljima; i Draco Malfoya, dječaka iz bogate čarobnjačke obitelji, s kojim odmah formira rivalstvo. Nakon dolaska u školu, učenici se okupljaju u Velikoj dvorani gdje sve prve godine sortira Razredbeni klobuk (Sorting hat) između četiri kuće: Gryffindor, Hufflepuff, Ravenclaw i Slytherin. Iako Razredbeni klobuk razmišlja o stavljanju Harryja u Slytherin s Dracom, smješten je u Gryffindor zajedno s Ronom i Hermionom.
U Hogwartsu, Harry počinje učiti razne čarolije i otkriva više o svojoj prošlosti i roditeljima. Nakon što je leteči na metli vratio Nezaboravak (Remembrall) učenika Gryffindora, Nevilla Longbottoma, Harry je odabran za tim Gryffindora u metloboju (Quidditch) kao Tragač, što je izuzetno rijedak podvig za učenike početnike. Na putu do spavaonice jedne noći stubišta mijenjaju put koji vodi Harryja, Rona i Hermionu do zabranjenog kata Hogwartsa. Njih troje otkrivaju divovskog troglavog psa po imenu Bundi (Fluffy) u zabranjenom dijelu škole. Ron kasnije vrijeđa Hermionu nakon što ga je osramotila na satu Čari, zbog čega se Hermiona zatvara u djevojčinu kupaonicu. Napada je divlji trol, no Harry i Ron je spašavaju, sprijateljivši se s tim.
Djeca kasnije otkrivaju da Bundi čuva Kamen mudraca, predmet koji ima moć pretvoriti bilo koji metal u zlato i proizvesti napitak koji daje besmrtnost. Harry sumnja da učitelj Napitaka i predstavnik doma Slytherin, Severus Snape, pokušava doći do kamena kako bi vratio Voldemorta u fizičku formu. Hagrid slučajno otkrije triju da će Bundi zaspati ako čuje glazbu. Harry, Ron i Hermiona odluče te noći pokušati pronaći kamen prije nego što to Snape učini. Otkrivaju već uspavanog Bundija i suočavaju se s nizom zaštitnih mjera, uključujući smrtonosnu biljku poznatu kao Đavolji snop, sobu ispunjenu agresivnim letećim ključevima i divnu šahovsku igru koja izbacuje Rona.
Nakon što je prošao zadatke, Harry otkriva da je zapravo učitelj Obrane od mračnih sila, Quirinus Quirrell, pokušavao doći do kamena: Snape je cijelo vrijeme štitio Harryja. Quirrell uklanja svoj turban i otkriva slabog Voldemorta koji živi na stražnjoj strani njegove glave. Kroz čaroliju koju je stavio Dumbledore, Harry nalazi kamen u svome vlasništvu. Voldemort pokušava Harryju kamen iskupiti u zamjenu za oživljavanje njegovih roditelja, ali Harry to odbija. Quirrell pokušava ubiti Harryja; međutim, umjesto toga, on je ubijen nakon što doticaj s Harryjem pali njegovu kožu, čime Quirrell postaje pepeo i što uzrokuje da se Voldemortova duša digne iz pepela. Harry pada u nesvijest u tom procesu.
Harry se oporavlja u školskom bolničkom krilu s Dumbledoreom pored njega. Dumbledore objašnjava da je kamen uništen i da su Ron i Hermiona na sigurnom. Dumbledore također otkriva zašto je Harry bio u stanju pobijediti Quirrella: Kada se Harryjova majka žrtvovala da ga spasi, njezina smrt pružila je Harryju ljubavnu zaštitu protiv Voldemorta. Harry, Ron i Hermiona nagrađeni su kućnim bodovima za svoje herojske nastupe, vežući ih za prvo mjesto sa Slytherinom. Dumbledore tada Nevilleu dodjeljuje deset bodova zbog pokušaja zaustavljanja trojke, dodijelivši Gryffindoru kućnu trofeju. Harry se preko ljeta vraća kući, sretan što napokon ima pravi dom u Hogwartsu.

## Glumci
- Daniel Radcliffe kao Harry Potter: Siroče od 11 godina, odrastao kod svoje tete i tetka, koji za svoju slavu kao čarobnjak- za kojeg se zna da je preživio ubojstvo svojih roditelja iz ruku psihopatskog mračnog čarobnjaka, lorda Voldemorta kao novorođenče- saznaje kada je prihvaćen u školu Hogwarts. Columbus je želio Radcliffa za ulogu otkako ga je vidio u BBC-jevoj produkciji Davida Copperfielda, prije nego što su se održale otvorene sjednice kastinga, no direktorica kastinga Susan Figgis mu je rekla da Radcliffeovi zaštitnički roditelji neće dopustiti njihovom sinu da preuzme ulogu. Columbus je objasnio da je njegova upornost u davanju Radcliffu ulogu bila odgovorna za Figgisovu ostavku. Radcliffe je zatražen na audiciji 2000. godine, kada su Heyman i Kloves upoznali njega i njegove roditelje u produkciji Stones in the Pockets u Londonu. Heyman i Columbus uspješno su uspjeli uvjeriti Radcliffeove roditelje da će njihov sin biti zaštićen od medijskih upada, pa su pristali pustiti ga da glumi Harryja. Rowling je odobrila Radcliffea, rekavši da "gledajući [njegov] testni nastup, mislim da Chris Columbus nije mogao naći boljeg Harryja." Radcliffe je navodno plaćen milijun funti za film, iako je osjećao da honorar "i nije toliko važan". William Moseley, koji je kasnije glumio Petera Pevensiea u seriji of Narnia, također se javio za ulogu.
- Rupert Grint kao Ron Weasley: Harryjev najbolji prijatelj u Hogwartsu i mlađi član čarobnjačke obitelji Weasley. Ljubitelj serije, Grint je odlučio da bi bio savršen za taj dio, jer "[ima] riđavu kosu“. Ugledavši Newsournovo izvješće o otvorenom castingu, poslao je videozapis o sebi kako skače od želje da primi dio. Njegov je pokušaj bio uspješan jer je ekipa za kasting tražila sastanak s njim.
- Emma Watson kao Hermiona Granger: Harryjev drugi najbolji prijatelj i mozak trojke. Watsonova učiteljica glume u Oxfordu prenijela je njezino ime agencijama za kasting i morala je obaviti preko pet intervjua prije nego što je dobila ulogu. Watson je svoju audiciju shvatila ozbiljno, ali "zapravo nikada nije pomislila [da] ima šansu za ulog." Producenti su bili impresionirani Watsonovim samopouzdanjem te je nadmašila tisuće drugih djevojaka koje su se prijavile.
- John Cleese kao Gotovo Bezglavi Nick: Duh doma Gryffindor.
- Robbie Coltrane kao Rubeus Hagrid: Polu-div i vratar Hogwartsa. Coltrane je bio jedan od dvojice glumaca koje je Rowling najviše želila, zajedno sa Smith kao McGonagall. Coltrane, koji je već bio ljubitelj knjiga, pripremio se za ulogu raspravljajući Hagridovu prošlost i budućnost s Rowling. Prema Figgisu, Robin Williams bio je zainteresiran za sudjelovanje u filmu, ali je odbijen zbog "striktno britanskog i irskog" pravila koje je Columbus trebao održati.
- Warwick Davis kao Filius Flitwick: učitelj Čari i predstavnik doma Ravenclaw. Davis također igra dvije druge uloge u filmu: Goblinova prodavača u Gringottsu, i sinkronizira glas Griphooka kojeg utjelovljuje Verne Troyer.
- Richard Griffiths kao Vernon Dursley: Harryjev tetak bezjak.
- Richard Harris kao Albus Dumbledore: ravnatelj Hogwartsa i jedan od najpoznatijih i najmoćnijih čarobnjaka svih vremena. Harris je u početku odbio ulogu, samo da bi promijenio svoju odluku nakon što je njegova unuka izjavila da više nikada neće s njim razgovarati ako ga on ne preuzme ulogu.
- Ian Hart kao Quirinus Quirrell: mucajući učitelj Obrane od mračnih sila u Hogwartsu, kao i glas lorda Voldemorta. David Thewlis je sudjelovao na audiciji; kasnije će biti odabran kao Remus Lupin u Harry Potter i zatočenik Azkabana.
- John Hurt kao gospodin Ollivander: vrlo cijenjeni proizvođač štapića i vlasnik Ollivandersa.
- Alan Rickman kao Severus Snape: učitelj Napitaka i predstavnik doma Slytherin. Tim Roth bio je izvorni izbor za ulogu, ali odbio ga je zbog Planete majmuna.
- Fiona Shaw kao Petunia Dursley: Harryjeva teta bezjaknja.
- Maggie Smith kao Minerva McGonagall: zamjenica ravnatelja, predstavnica Gryffindora i učiteljica Preobrazbe u Hogwartsu. Smith je bila jedna od dvojice glumaca koje je Rowling najviše želila, zajedno s Coltraneom kao Hagrid.
- Julie Walters kao Molly Weasley: Ronova majka. Pokazuje Harryju kako doći do Platforme 9 3/4.

## Produkcija
Već 1997. producent David Heyman tražijo je dječju knjigu koja bi se mogla prilagoditi dobro prihvaćenom filmu. Planirao je producirati roman Diane Wynne Jones, ali njegovi su planovi ubrzo propali. Njegovo osoblje u Heyday Film tada je predložilo Harry Potter i Kamen mudraca, za koje je njegov pomoćnik vjerovao da je "cool ideja". Heyman je ideju predao Warner Bros., te je 1999. godine Rowling prodala tvrtki prava na prve četiri knjige Harry Pottera za prijavljenih milijun funti. Zahtjev koji je Rowling uputila bio je za Heymana da glumu vode samo Britanci i Irci; potonji slučaj je Richard Harris kao Dumbledore, i da ne glume strani glumci osim ako je to apsolutno nužno, poput odabira francuskih i istočnoeuropskih glumaca u Harry Potter i Plameni pehar gdje su likovi iz knjige navedeni kao takvi. Rowling je oklijevala s prodajom prava jer "nije htjela dati kontrolu nad ostatkom priče" prodajom prava likovima, što bi Warner Bros-u omogućilo da napravi nastavke koje nisu napisano od autorice. 
Iako je Steven Spielberg u početku pregovarao o režiji filma, odbio je ponudu. Spielberg je navodno želio da adaptacija bude animirani film, s američkim glumcem Haley Joel Osmentom da pruži glas Harryju Potteru, ili film koji uključuje i elemente iz kasnijih knjiga. Spielberg je tvrdio da je, prema njegovom mišljenju, to bilo poput "pucanja patki u bačvu. To je samo zakucavanje. To je poput povlačenja milijarde dolara i stavljanja na vaše osobne bankovne račune. Nema izazova." Rowling tvrdi da nije imala ulogu u odabiru redatelja za filmove. Heyman se prisjetio da je Spielberg odlučio režirati AI umjetna inteligencija umjesto toga. 
Nakon što je Spielberg otpao, započeli su razgovori s drugim redateljima, među kojima su bili: Chris Columbus, Terry Gilliam, Jonathan Demme, Mike Newell, Alan Parker, Wolfgang Petersen, Rob Reiner, Ivan Reitman, Tim Robbins, Brad Silberling, M. Night Shyamalan i Peter Weir. Petersen i Reiner otpali su u ožujku 2000, i izbor je bio sužen na Silberling, Columbus, Parker i Gilliam. Rowlingin prvi redateljski izbor bio je Terry Gilliam, ali Warner Bros. odabrao je Columbusa, navodeći svoj rad na drugim obiteljskim filmovima poput Sam kod kuće i Gospođa Doubtfire kao utjecaje na njihovu odluku. Columbus je dva sata objašnjavao svoju viziju filma, rekavši da želi da prizori svijeta bezjaka "budu tmurni i turobni", ali oni koji su postavljeni u čarobnjačkom svijetu "budu usmjereni u boju, raspoloženje i detalje." Inspiraciju je uzeo iz adaptacije Velika očekivanja Davida Leana (1946.) i Olivera Twista (1948.), želeći upotrijebiti "tu vrstu tame, tu ozbiljnost, tu kvalitetu za kinematografiju", a istovremeno je inspiriran dizajnom boja iz Oliver! (1968) i Kum (1972). 
Steve Kloves odabran je za pisanje scenarija. Opisao je prilagođavanje knjige "teškom", budući da se "nije podložio adaptaciji kao sljedeće dvije knjige." Kloves je često od Warner Bros-a dobivao sinopsise knjiga predloženih kao filmske adaptacije, koje je on "gotovo nikad ne čita ", ali Harry Potter je privukao njegovu pažnju. Izašao je i kupio knjigu i postao instant obožavatelj serije. U razgovoru s Warner Bros., izjavio je da film mora biti britanski i da mora biti vjeran likovima. Kloves je bio nervozan kad je prvi put upoznao Rowling jer nije želio da ona misli da će on "[uništiti] njezino dijete“. Rowling je priznala da je "stvarno bila spremna mrziti ovog Stevea Klovesa", ali se prisjetila svog prvog susret s njim: "Kada sam ga prvi put srela, rekao mi je: 'Znate li koji mi je najdraži lik?' A ja sam mislila: Reći ćeš Ron. Znam da ćeš reći Ron, ali on je rekao ‘Hermiona’. I samo sam se nekako rastopila. " Rowling je dobila veliku količinu kreativne kontrole, aranžman koji Columbusu nije smetalo.
Warner Bros. su u početku planirali objaviti film tijekom vikenda 4. srpnja 2001., stvorivši tako kratak produkcijski prozor da se nekoliko predloženih redatelja povuklo iz programa. Zbog vremenskih ograničenja, datum je vraćen u 16. studeni 2001. 

### Odabir glumaca
Rowling je inzistirala da se postava bude britanska. Susie Figgis imenovana je za voditeljicu kastinga, radeći s Columbusom i Rowling u audiciji glavnih uloga Harryja, Rona i Hermione.  Otvoreni pozivi na kasting održani su za glavne tri uloge, za koje su razmatrana samo britanska djeca. Glavne audicije odvijale su se u tri dijela, pri čemu su djeca morala pročitati stranicu iz romana, zatim improvizirati prizor učenika o dolasku u Hogwarts i na kraju pročitati nekoliko stranica iz scenarija ispred Columbusa. Scene iz Columbusovog scenarija za film 1985. Young Sherlock Holmes također su korištene u audicijama. 11. srpnja 2000., Figgis je napustila produkciju žaleći se da Columbus nije smatrao da je niti jedno od tisuća djece za koju je bila revidirana »vrijedno«.  8. kolovoza 2000., gotovo nepoznati Daniel Radcliffe i pridošlice Rupert Grint i Emma Watson izabrani su za igranje Harryja Pottera, Rona Weasleyja i Hermione Granger. 

### Snimanje
Dvojica službenika britanske filmske industrije zatražila su da se film snima u Velikoj Britaniji, nudeći im pomoć u osiguravanju lokacija za snimanje filmova, korištenje Leavesden Film Studios, kao i izmjenu britanskog zakona o radu djece (dodajući mali broj radnih sati tjedno i čineći fleksibilnije određivanje vremena po satu nastave). Warner Bros. prihvatio je njihov prijedlog. Snimanje je započelo 29. rujna 2000. u filmskim studijima Leavesden, a zaključeno je 23. ožujka 2001., dok je konačni posao završen u srpnju. Glavna fotografija odvijala se 2. listopada 2000. na željezničkoj stanici Goatland u Sjevernom Yorkshireu. Katedrala Canterbury i dvorac Inverailort u Škotskoj oglašeni su kao moguće lokacije za Hogwarts; Canterbury je odbio prijedlog Warner Bros iz zabrinutosti zbog "poganske" teme filma. Dvorac Alnwick i katedrala Gloucester na kraju su odabrani kao glavna mjesta za Hogwarts, a neke su scene snimane i u školi Harrow. Ostale scene Hogwartsa snimane su u katedrali u Durhamu tijekom dvotjednog razdoblja; uključuju snimke hodnika i prizore iz učionice. Sveučilište Oxford služilo je kao krilo bolnice Hogwarts, a knjižnica vojvode Humfreyja, dio Bodleije, koristila se kao knjižnica Hogwartsa. Snimanje za Kalinin prilaz (Privet Drive) odvijalo se na Picket Post Close u Bracknellu, Berkshire. Snimanje na ulici trajalo je dva dana umjesto planiranog samo jednog dana, tako da su plaćanja stanovnicima ulice na odgovarajući način povećana. Za sve naredne scene filma postavljene u Kalininom prilazu, snimanje se odvijalo na konstruiranoj scenografiji u Leavesden Film Studios, koja se pokazala jeftinijom od snimanja na mjestu. London Australian House odabrana je kao mjesto za Gringotts banku, dok je Christ Church, Oxford bio mjesto trofejne sobe Hogwartsa. Londonski zoološki vrt korišten je kao mjesto za prizor u kojem Harry slučajno postavlja zmiju na Dudleyja, s tim da se King's Cross Station koristi kao što knjiga navodi.
Budući da je američki naslov bio drugačiji, svi prizori koji spominju Kamen mudraca imenom morali su biti ponovno snimljeni, jednom s glumcima koji su govorili "mudraca", a jednom s "čarobnjaka". Djeca su snimala četiri sata, a zatim su radila tri sata školskog rada. Radcliffe je u početku trebao nositi zelene kontaktne leće jer su mu oči plave, a ne zelene poput Harryjevih, ali leće su Radcliffeu izazivale izrazitu iritaciju. Nakon savjetovanja s Rowling, dogovoreno je da Harry može imati plave oči.

### Dizajn i specijalni efekti
Judianna Makovsky bila je kostimografkinja. Preoblikovala je odjeću za metloboj, isprva planirajući koristiti one prikazane na naslovnici američke knjige, ali ih je smatrala “neurednim". Iako je izvorno tražio da koristi postojeću staru ulicu za snimanje scena u Zakutnoj ulici, Craig je odlučio sagraditi vlastiti set, koji uključuje arhitekturu Tudor, Georgianskog doba i Queen Anne. 
Columbus je prvotno planirao koristiti i animatroniku i CGI animaciju za stvaranje čarobnih stvorenja, uključujući Bundija. Nick Dudman, koji je radio na Ratovima zvijezda: Epizoda I - Fantomska prijetnja, dobio je zadatak kreiranja potrebne protetike, a Jim Hensonov Creature Shop pružio efekte stvorenja. John Coppinger je izjavio da su čarobna stvorenja koja su trebala biti stvorena morala biti dizajnirana više puta. U filmu je gotovo 600 specijalnih efekata, u kojima sudjeluju brojne tvrtke. Industrial Light & Magic stvorili su lice lorda Voldemorta na leđima Quirrella, Rhythm & Hues animirali Norberta (Hagridov beba zmaj); i Sony Pictures Imageworks proizvele su scene metloboja. 

### Glazba
John Williams odabran je za skladanje partitura. Williams je skladbu napisao u svojim domovima u Los Angelesu i Tanglewoodu prije nego što ju je snimio u Londonu u rujnu 2001. Jedna od glavnih tema naslovljena je "Hedwigova tema"; Williams ga je zadržao za svoj gotov rezultat s obzirom na to da se "svima je svidjelo", te je postala ponavljajuća tema tijekom cijele serije. 

## Razlike od knjige
Columbus se u više navrata provjeravao s Rowling kako bi se uvjerio da su manji detalji korektni. Kloves je film opisao kao "stvarno vjeran" knjizi, dodavajući samo dijalog koji bi Rowling odobrila. Jedan od izvorno uključenih redaka morao je biti uklonjen nakon što mu je Rowling rekla da će to izravno proturječiti događaju iz tada neobjavljenog petog romana  Harry Potter i Red feniksa. 
Iz filmske verzije uklonjeno je nekoliko manjih likova, od kojih je najistaknutiji duh Peeves, iako je glumac Rik Mayall glumio, ali njegovi su prizori na kraju izrezani iz filma. Prvo poglavlje knjige, rečeno s gledišta Vernona i Petunije Dursley, izostaje iz filma. Harryjev i Dracov prvi susret u dućanu haljina Madam Malkin i ponoćni dvoboj nisu u filmu. U filmu se spominje da je Norberta odnio Dumbledor; dok ga u knjizi Harry i Hermiona moraju ponijeti prijateljima Charlieja Weasleyja. Rowling je scenu opisala kao "onaj dio knjige za koji je smatrala da bi se mogao lako promijeniti". Kao rezultat toga, promijenjen je razlog kazne u Zabranjenoj šumi: u romanu su Harry i Hermiona stavljeni u kaznu jer ih je Filch uhvatio nakon što su u kasnim satima napustili Astronomski toranj, Neville i Malfoy dobili su kaznu kada su uhvaćeni u hodnik profesorice McGonagall. U filmu, Harry, Hermiona i Ron dobivaju kaznu nakon što ih Malfoy nakon nekoliko sati uhvati u Hagridovoj kolibi; Malfoy tada dobiva kaznu zbog toga što je ustao iz kreveta. Teren za metloboj izmijenjen je iz tradicionalnog stadiona u otvoreni teren s kulama za gledatelje. 
Vremenski tijek knjige nije nametnut u filmu. U knjizi, Harryjev jedanaesti rođendan je 1991. Međutim, na snimanju filma za 4 Privet Drive, Dudleyevi certifikati iz osnovne škole nose 2001. godinu. 

## Kritike
Na internetskoj stranici Rotten Tomatoes film ima odobrenje od 81% na temelju 198 recenzija, s prosječnom ocjenom 7.06/10. Kritični konsenzus stranice glasi: "Harry Potter i Kamen mudraca vjerno prilagođava svoj izvorni materijal, istovremeno kondenzirajući romansu prenatrpanu pripovijest u uključeni - i često potpuno uzbudljiv - čarobni kaper s velikim zaslonom." Na Metacritic film ima ocjenu od 64 od 100, temeljenih na 36 kritičara, što ukazuje na "općenito povoljne kritike". Na CinemaScore publika je filmu dodala prosječnu ocjenu "A" na ljestvici od A do F. 
Roger Ebert nazvao je Kamen mudraca "klasikom", čime je filmu dao četiri od četiri zvijezde, posebno hvaleći vizualne efekte scene metloboja. Pohvale su odjeknule i recenzenti The Telegraph i Empire, s tim da je Alan Morrison, potonji, imenovao film "filmskim redoslijedom". Brian Linder iz IGN-a također je dao pozitivnu kritiku filmu, ali zaključio je da "nije savršen, ali za mene je to lijep dodatak serijalu knjiga koje volim". Iako je kritizirala posljednji ćin, Jeanne Aufmuth iz Palo Alto Online izjavila je da će film "očarati i naj ciničnije od filmaša". Recenzent USA Today Claudia Puig dodijelila je filmu tri od četiri zvijezde, posebno pohvalivši skup Dizajn i Robbie Coltranov portret Hagrida, ali kritizirala je glazbu Johna Williamsa i zaključila da "u konačnici mnogi čitatelji knjige mogu poželjeti čarobnije utjelovljenje."  Setovi, dizajn, kinematografija, efekti i glavni glumci bili su pohvaljeni od Kirka Honeycutta iz The Hollywood Reportera, iako je smatrao da je glazba Johna Williamsa "sjajno lupkanje, udaranje glazbene kutije koja se jednostavno neće ugušiti." Todd McCarthy iz Variety film je pozitivno usporedio s Prohujalo s vihorom i "Scenarij je vjeran, glumci su u pravu, setovi, kostimi, šminka i efekti odgovaraju i ponekad prelaze bilo što što se moglo zamisliti.”.
Richard Corliss iz časopisa Time smatrao je film "prilagodbom brojeva", kritizirajući tempo i vodeće glumce bez karizme. CNN-ov Paul Tatara otkrio je da su Columbus i Kloves "toliko oprezni da izbjegnu nikoga uvrijediti izrezujući odlomak iz knjige, takozvana pripovijest je više poput jamborea unutar Rowlingove glave." Ed Gonzalez iz magazina Slant poželio je da je film režirao Tim Burton, smatrajući kinematografiju "blagom i vrtoglavom", a veći dio filma "čvrsto tupim slavljem." Elvis Mitchell iz New York Timesa bio je izrazito negativan prema filmu, govoreći: "[film] je poput tematskog parka koji je prošao svoje najbolje godine; vožnje se tresu i stenjaju od umora metala svaki put kada skrenu u krivinu." Također je rekao da pati od "nedostatka mašte" i drvenih likova, dodavši: “Razredbeni šešir ima više osobnosti nego bilo što drugo u filmu." 

## Vanjske poveznice
- službena stranica
- Harry Potter i Kamen mudraca na IMDb-u